# Phyllodoce salicifolia
Phyllodoce salicifolia är en ringmaskart som beskrevs av Augener 1913. Phyllodoce salicifolia ingår i släktet Phyllodoce och familjen Phyllodocidae. Inga underarter finns listade i Catalogue of Life.